# Saint-André-d'Allas
Saint-André-d'Allas è un comune francese di 792 abitanti situato nel dipartimento della Dordogna nella regione della Nuova Aquitania.

## Società

### Evoluzione demografica
Abitanti censiti